# Calendario della stagione femminile di ciclocross 2013-2014
Il calendario della stagione femminile di ciclocross 2013-2014 raggruppa tutti gli eventi di ciclocross del programma UCI, tra il 7 settembre 2013 e il 23 febbraio 2014.
Le prove individuale sono classificate in cinque categorie: la più alta include le prove della Coppa del mondo (CDM), che danno luogo a una classifica a parte. Seguono le categorie C1 e 2, che attribuiscono punti per la classifica mondiale. Del calendario fanno parte anche le prove dei campionati nazionali (CN).

## Calendario

### Settembre
| Data | Prova                                              | Cat. | Vincitore        | Squadra                                  |
| ---- | -------------------------------------------------- | ---- | ---------------- | ---------------------------------------- |
| 7    | Nittany Lion Cross 1, Breinigsville                | C2   | Laura Van Gilder | Mellow Mushroom                          |
| 8    | Nittany Lion Cross 2, Breinigsville                | C2   | Arley Kemmerer   | C3-Twenty20                              |
| 14   | Catamount Grand Prix 1, Williston                  | C2   | Helen Wyman      | Kona Factory Racing                      |
| 14   | Star Crossed Cyclocross, Redmond                   | C2   | Gabriella Day    | Rapha-Focus                              |
| 15   | Süpercross Baden, Baden                            | C1   | Sanne Cant       | IKO Enertherm-BKCP                       |
| 15   | Catamount Grand Prix 2, Williston                  | C2   | Helen Wyman      | Kona Factory Racing                      |
| 18   | Cross After Dark Series #1 - CrossVegas, Las Vegas | C1   | Kateřina Nash    | Luna Chix                                |
| 21   | China International Cyclo-Cross Event, Pechino     | C2   | Kateřina Nash    | Luna Chix                                |
| 21   | Charm City Cross 1, Baltimora                      | C2   | Helen Wyman      | Kona Factory Racing                      |
| 21   | Cyclo-Cross Collective Cup 1, Waterloo             | C2   | Elle Anderson    | California Giant Berry Farms/Specialized |
| 22   | Charm City Cross 2, Baltimora                      | C2   | Helen Wyman      | Kona Factory Racing                      |
| 22   | Cyclo-Cross Collective Cup 1, Waterloo             | C2   | Elle Anderson    | California Giant Berry Farms/Specialized |
| 28   | Grote Prijs Neerpelt, Neerpelt                     | C2   | Sanne Cant       | IKO Enertherm-BKCP                       |
| 28   | NEPCX #1 - Grand Prix of Gloucester 1, Gloucester  | C2   | Elle Anderson    | California Giant Berry Farms/Specialized |
| 29   | NEPCX #2 - Grand Prix of Gloucester 2, Gloucester  | C2   | Elle Anderson    | California Giant Berry Farms/Specialized |

### Ottobre
| Data | Prova                                                         | Cat. | Vincitore                | Squadra                                  |
| ---- | ------------------------------------------------------------- | ---- | ------------------------ | ---------------------------------------- |
| 5    | NEPCX #3 - Providence Cyclo-Cross Festival 1, Providence      | C1   | Kateřina Nash            | Luna Chix                                |
| 6    | International Cyclocross Financne Centrum, Udiča              | C1   | Pavla Havlíková          | Cyklo Tábor                              |
| 6    | NEPCX #4 - Providence Cyclo-Cross Festival 2, Providence      | C2   | Kateřina Nash            | Luna Chix                                |
| 12   | Grote Prijs van Brabant, Rosmalen                             | C2   | Marianne Vos             | Rabobank                                 |
| 12   | Colorado Cross Classic, Boulder                               | C2   | Katherine Compton        | Trek Cyclocross Collective               |
| 13   | Bpost Bank Trofee #1 - Grote Prijs Mario De Clercq, Ronse     | C1   | Nikki Harris             | Telenet-Fidea                            |
| 13   | Challenge la France Cycliste de Cyclo-Cross #1, Saint-Étienne | C2   | Christel Ferrier-Bruneau |                                          |
| 13   | GP 5 Sterne Region, Beromünster                               | C2   | Jane Nussli              |                                          |
| 13   | Boulder Cup, Boulder                                          | C2   | Katherine Compton        | Trek Cyclocross Collective               |
| 19   | Ellison Park Cyclocross 1, Rochester                          | C2   | Laura Van Gilder         | Mellow Mushroom                          |
| 20   | Ellison Park Cyclocross 2, Rochester                          | C2   | Laura Van Gilder         | Mellow Mushroom                          |
| 20   | Coppa del mondo #1 - Cauberg Cyclo-Cross, Valkenburg          | CDM  | Marianne Vos             | Rabobank                                 |
| 22   | Nacht van Woerden, Woerden                                    | C2   | Marianne Vos             | Rabobank                                 |
| 26   | Coppa del mondo #2 - Cyklokros Tábor, Tábor                   | CDM  | Katherine Compton        | Trek Cyclocross Collective               |
| 26   | Cross After Dark Series #2 - Gateway Cross Cup 1, St. Louis   | C2   | Amanda Miller            |                                          |
| 27   | Gateway Cross Cup 2, St. Louis                                | C2   | Elle Anderson            | California Giant Berry Farms/Specialized |
| 27   | Superprestige #1 - Cyclocross Ruddervoorde, Ruddervoorde      | C1   | Helen Wyman              | Kona Factory Racing                      |

### Novembre
| Data | Prova                                                    | Cat. | Vincitore                 | Squadra                                  |
| ---- | -------------------------------------------------------- | ---- | ------------------------- | ---------------------------------------- |
| 1    | Bpost Bank Trofee #2 - Koppenbergcross, Oudenaarde       | C1   | Helen Wyman               | Kona Factory Racing                      |
| 1    | Darkhorse Cyclo-Stampede, Covington                      | C2   | Kateřina Nash             | Luna Chix                                |
| 2    | NEPCX #5 - Cycle-Smart International 1, Northampton      | C2   | Crystal Anthony           |                                          |
| 2    | Cross After Dark Series #3 - Lionhearts' Cross, Mason    | C1   | Katherine Compton         | Trek Cyclocross Collective               |
| 3    | Campionati europei, Mladá Boleslav                       | CC   | Helen Wyman               | Gran Bretagna                            |
| 3    | Harbin Park International, Cincinnati                    | C2   | Kateřina Nash             | Luna Chix                                |
| 3    | Int. Radquerfeldein GP Lambach/Stadl-Paura, Stadl-Paura  | C2   | Hanka Kupfernagel         |                                          |
| 3    | NEPCX #6 - Cycle-Smart International 2, Northampton      | C2   | Laura Van Gilder          | Mellow Mushroom                          |
| 9    | Derby City Cup 1, Louisville                             | C2   | Katherine Compton         | Trek Cyclocross Collective               |
| 9    | Internationales Cross Wochenende Wiesbaden, Wiesbaden    | C2   | Marlène Morel Petitgirard |                                          |
| 10   | Superprestige #3 - Bollekescross, Hamme-Zogge            | C1   | Nikki Harris              | Telenet-Fidea                            |
| 10   | Derby City Cup 2, Louisville                             | C2   | Katherine Compton         | Trek Cyclocross Collective               |
| 10   | GGEW City Cross Cup, Lorsch                              | C1   | Hanka Kupfernagel         |                                          |
| 10   | HPCX, Jamesburg                                          | C2   | Laura Van Gilder          | Mellow Mushroom                          |
| 11   | Jaarmarktcross Niel, Niel                                | C2   | Sanne Cant                | IKO Enertherm-BKCP                       |
| 15   | Jingle Cross 1, Iowa City                                | C2   | Kateřina Nash             | Luna Chix                                |
| 16   | Jingle Cross 2, Iowa City                                | C2   | Kateřina Nash             | Luna Chix                                |
| 16   | Shinshu Cyclocross Nobeyama Kogen Round 1, Nobeyama      | C2   | Ayako Toyooka             |                                          |
| 16   | Bpost Bank Trofee #3 - Grote Prijs van Hasselt, Hasselt  | C1   | Sanne Cant                | IKO Enertherm-BKCP                       |
| 17   | Jingle Cross 3, Iowa City                                | C2   | Kateřina Nash             | Luna Chix                                |
| 17   | Flückiger Cross, Madiswil                                | C2   | Sina Frei                 |                                          |
| 17   | Superprestige #4 - Cyclocross Gavere, Gavere             | C1   | Sanne Cant                | IKO Enertherm-BKCP                       |
| 17   | Shinshu Cyclocross Nobeyama Kogen Round 2, Nobeyama      | C2   | Ayako Toyooka             |                                          |
| 17   | Challenge la France Cycliste de Cyclo-Cross #2, Quelneuc | C2   | Lucie Chainel-Lefèvre     |                                          |
| 23   | Coppa del mondo #3 - Duninencross, Koksijde              | CDM  | Katherine Compton         | Trek Cyclocross Collective               |
| 23   | Super Cross Cup 1, Stony Point                           | C2   | Arley Kemmerer            | C3-Twenty20                              |
| 24   | Super Cross Cup 2, Stony Point                           | C2   | Laura Van Gilder          | Mellow Mushroom                          |
| 24   | Int. Radquer Hittnau, Hittnau                            | C1   | Alice Maria Arzuffi       | BePink                                   |
| 24   | Superprestige #5 - Cyclocross Gieten, Gieten             | C1   | Helen Wyman               | Kona Factory Racing                      |
| 24   | Kansai Cyclo-Cross Yasu Round, Yasu City                 | C2   | Ayako Toyooka             |                                          |
| 30   | Baystate Cyclo-Cross 1, Sterling                         | C2   | Elle Anderson             | California Giant Berry Farms/Specialized |
| 30   | Cross After Dark Series #4 - CXLA Weekend 1, Los Angeles | C2   | Kateřina Nash             | Luna Chix                                |

### Dicembre
| Data | Prova                                                              | Cat. | Vincitore              | Squadra                    |
| ---- | ------------------------------------------------------------------ | ---- | ---------------------- | -------------------------- |
| 1    | BC Grand Prix of Cyclo-Cross, Surrey                               | C2   | Catharine Pendrel      |                            |
| 1    | CXLA Weekend 2, Los Angeles                                        | C2   | Kateřina Nash          | Luna Chix                  |
| 1    | Baystate Cyclo-Cross 2, Sterling                                   | C2   | Crystal Anthony        |                            |
| 7    | Deschutes Brewery Cup, Bend                                        | C1   | Kateřina Nash          | Luna Chix                  |
| 7    | Scheldecross, Anversa                                              | C1   | Katherine Compton      | Trek Cyclocross Collective |
| 7    | NEPCX #7 - NBX Grand Prix of Cross 1, Warwick                      | C2   | Emma White             |                            |
| 8    | Ciclocross del Ponte, Faè di Oderzo                                | C2   | Eva Lechner            | Colnago Pro Cycling Team   |
| 8    | NEPCX #8 - NBX Grand Prix of Cross 2, Warwick                      | C2   | Arley Kemmerer         | C3-Twenty20                |
| 8    | Vlaamse Druivenveldrit, Overijse                                   | C1   | Katherine Compton      | Trek Cyclocross Collective |
| 14   | North Carolina Grand Prix 1, Hendersonville                        | C2   | Jessica Cutler         |                            |
| 15   | Vlaamse Industrieprijs Bosduin, Kalmthout                          | C1   | Sanne Cant             | IKO Enertherm-BKCP         |
| 15   | North Carolina Grand Prix 2, Hendersonville                        | C2   | Sunny Gilbert          |                            |
| 21   | Bpost Bank Trofee #4 - Grote Prijs Rouwmoer, Essen                 | C1   | Sanne Cant             | IKO Enertherm-BKCP         |
| 22   | Coppa del mondo #4 - Cyclo-cross de la Citadelle, Namur            | CDM  | Katherine Compton      | Trek Cyclocross Collective |
| 26   | Coppa del mondo #5 - Grote Prijs Eric De Vlaeminck, Heusden-Zolder | CDM  | Katherine Compton      | Trek Cyclocross Collective |
| 26   | Internationales Radquer Dagmersellen, Dagmersellen                 | C2   | Sina Frei              |                            |
| 27   | Bpost Bank Trofee #5 - Azencross, Loenhout                         | C1   | Marianne Vos           | Rabobank                   |
| 29   | Challenge la France Cycliste de Cyclo-Cross #3, Flamanville        | C2   | Pauline Ferrand-Prévot | Rabobank                   |
| 29   | Superprestige #6 - Cyclocross Diegem, Diegem                       | C1   | Sanne Cant             | IKO Enertherm-BKCP         |

### Gennaio
| Data | Prova                                                          | Cat. | Vincitore         | Squadra                    |
| ---- | -------------------------------------------------------------- | ---- | ----------------- | -------------------------- |
| 1    | Bpost Bank Trofee #6 - Grote Prijs Sven Nys, Baal              | C1   | Katherine Compton | Trek Cyclocross Collective |
| 2    | Internationale Centrumcross van Surhuisterveen, Surhuisterveen | C2   | Marianne Vos      | Rabobank                   |
| 5    | Coppa del mondo #6 - Memorial Romano Scotti, Roma              | CDM  | Katherine Compton | Trek Cyclocross Collective |
| 5    | Kingsport Cyclo-cross Cup, Kingsport                           | C2   | Allison Arensman  |                            |
| 13   | Cyclocross Otegem, Otegem                                      | C2   | Helen Wyman       | Kona Factory Racing        |
| 18   | Cyclo-Cross Rucphen, Rucphen                                   | C2   | Marianne Vos      | Rabobank                   |
| 18   | Gran Premio Mamma e Papà Guerciotti, Milano                    | C2   | Francesca Cauz    | Top Girls Fassa Bortolo    |
| 19   | Cyclocross Leuven, Lovanio                                     | C1   | Marianne Vos      | Rabobank                   |
| 26   | Coppa del mondo #7 - Cyclo-cross de Nommay, Nommay             | CDM  | Marianne Vos      | Rabobank                   |

### Febbraio
| Data | Prova                                                           | Cat. | Vincitore    | Squadra             |
| ---- | --------------------------------------------------------------- | ---- | ------------ | ------------------- |
| 2    | Campionati del mondo, Hoogerheide                               | CM   | Marianne Vos | Paesi Bassi         |
| 8    | Bpost Bank Trofee #7 - Krawatencross, Lille                     | C1   | Sanne Cant   | IKO Enertherm-BKCP  |
| 9    | Superprestige #7 - Cyclocross Hoogstraten, Hoogstraten          | C1   | Nikki Harris | Telenet-Fidea       |
| 15   | Superprestige #8 - Noordzeecross, Middelkerke                   | C1   | Helen Wyman  | Kona Factory Racing |
| 16   | Internationale Cyclo-cross Heerlen, Heerlen                     | C1   | Helen Wyman  | Kona Factory Racing |
| 23   | Bpost Bank Trofee #8 - Internationale Sluitingsprijs, Oostmalle | C1   | Sanne Cant   | IKO Enertherm-BKCP  |

## Campionati nazionali
| Prova           | Data               | Vincitrice             |
| --------------- | ------------------ | ---------------------- |
| Austria         | 12 gennaio 2014    | Nadja Heigl            |
| Belgio          | 11-12 gennaio 2014 | Sanne Cant             |
| Canada          | 30 novembre 2013   | Catharine Pendrel      |
| Croazia         | 12 gennaio 2014    | Mia Radotić            |
| Danimarca       | 12 gennaio 2014    | Annika Langvad         |
| Finlandia       | 20 ottobre 2013    | Jasmin Kansikas        |
| Francia         | 11-12 gennaio 2014 | Pauline Ferrand-Prévot |
| Germania        | 11-12 gennaio 2014 | Hanka Kupfernagel      |
| Giappone        | 8 dicembre 2013    | Sakiko Miyauchi        |
| Gran Bretagna   | 11-12 gennaio 2014 | Helen Wyman            |
| Irlanda         | 12 gennaio 2014    | Francine Meehan        |
| Italia          | 11-12 gennaio 2014 | Eva Lechner            |
| Lussemburgo     | 12 gennaio 2014    | Christine Majerus      |
| Paesi Bassi     | 12 gennaio 2014    | Marianne Vos           |
| Polonia         | 11-12 gennaio 2014 | Paula Gorycka          |
| Portogallo      | 12 gennaio 2014    | Isabel Caetano         |
| Repubblica Ceca | 14 dicembre 2013   | Martina Mikulášková    |
| Slovacchia      | 15 dicembre 2013   | Tereza Medvedová       |
| Spagna          | 11-12 gennaio 2014 | Aida Nuño Palacio      |
| Stati Uniti     | 11-12 gennaio 2014 | Katherine Compton      |
| Svezia          | 16 novembre 2013   | Emma Johansson         |
| Svizzera        | 12 gennaio 2014    | Sina Frei              |
| Ungheria        | 11 gennaio 2014    | Barbara Benko          |